# Вальдивия, Хорхе
Хо́рхе Луи́с Вальди́вия То́ро (исп. Jorge Luis Valdivia Toro; 19 октября 1983, Маракай, Венесуэла) — чилийский футболист, игравший на позиции полузащитника.

## Биография
Карьера Вальдивии началась в клубе «Коло-Коло», но из-за большого числа сильных игроков в клубе и из-за недисциплинированного поведения вне футбольной площадки, Вальдивия так и не получил свой шанс сыграть в основном составе команды, а потому Вальдивия был отдан в аренду в другой чилийский клуб — «Универсидад де Консепсьон». Там талант Вальдивии начал раскрываться во всей красе, он стал одним из самых перспективных игроков чемпионата и получил своё прозвище — «Маг». Во время игры за «Универсидад» Вальдивия получил возможность играть за сборную Чили до 23 лет (Олимпийскую команду), которая прошла отбор на Олимпиаду. Игра в чилийском первенстве открыла Вальдивии дорогу в Европу, он уехал в Испанию, в клуб второго испанского дивизиона «Райо Вальекано», но там чилийцу не доверяли и почти не выпускали на поле. После сезона в «Райо», Вальдивия отправился в швейцарский клуб «Серветт», там он начал играть и даже завоевал себе место в основе, но из-за банкротства команды футболист был вынужден вернуться в «Коло-Коло».
Уже опытный футболист Вальдивия быстро смог стать игроком основы «Коло-Коло», более того, он смог дебютировать в составе сборной Чили, которая совершила турне, предшествующая чемпионату мира 2006, на которую чилийцы не попали, но Вальдивия стал лучшим в сыгранных матчах. В 2006 году «Коло-Коло», ведомый своим лидером Вальдивией, стал чемпионом страны. Конечно, блестящая игра футболиста не могла не обратить на себя внимание руководителей других клубов, среди которых были аргентинские «Ривер Плейт» и «Бока Хуниорс», Бока даже сделала официальное предложение на 1,5 миллиона долларов. Самым активным в желании видеть в своих рядах Вальдивию оказались руководители бразильского «Палмейраса», куда чилиец перешёл в августе 2006 года за 4 миллиона долларов. Начало в бразильском футболе у Вальдивии не особенно удавалось и болельщики начали упрекать руководство в дорогостоящей покупке, но вскоре Вальдивия адаптировался к клубу и бразильского футболу и стал лидером команды, а в конце сезона получил приз лучшему иностранцу в чемпионате Бразилии. В первом полугодии 2008 года «Палмейрас» с Вальдивией в составе выиграл чемпионат Сан-Паулу, в финале разгромив клуб «Понте-Прета» со счётом 5:0, третий гол забил Вальдивия.
15 августа 2008 года Вальдивия перешёл в клуб из ОАЭ «Аль-Айн» за 8 миллионов евро, подписав контракт на 4 года, в течение которых ему будет выплачено 17 миллионов евро, таким образом Вальдивия стал самым дорогим и высокооплачиваемым игроком в истории ОАЭ. В том же августе он вернулся в сборную Чили, после более чем годичного перерыва, сыграв в товарищеском матче против сборной, представляющей страну, в которой ему предстоит играть. В первой же игре за клуб против команды «Шариджа» Вальдивия забил гол ещё в первом тайме, а во втором матче сделал «дубль» против «Аль-Шабаб», оба гола Вальдивия забил со штрафных ударов. В 2009 году Вальдивия стал капитаном «Аль-Айна», который привёл к выигрышу Кубка президента ОАЭ и Суперкубка ОАЭ. За свои выступления Вальдивия получил приз лучшему игроку чемпионата ОАЭ.
В августе 2010 года Вальдивия перешёл в «Палмейрас».
20 декабря 2011 года Вальдивия, вместе с четырьмя другими футболистами, был дисквалифицирован Федерацией футбола Чили за то, что приехал в расположение сборной страны ночью в состоянии алкогольного опьянения. Вальдивия, единственный из всех игроков, оспорил дисквалификацию, подав апелляцию, однако контрольно-дисциплинарная комиссия федерации футбола Чили оставила её в силе.

## Достижения

### Командные
- Чемпион Чили (2): Ап. 2006, 2017
- Обладатель Кубка Чили (1): 2019
- Обладатель Суперкубка Чили (2): 2017, 2018
- Чемпион штата Сан-Паулу (1): 2008
- Чемпион Кубка Бразилии (2): 2012, 2015
- Обладатель Кубка Эмиратов Элисалат (1): 2008
- Обладатель Кубка президента ОАЭ (1): 2009
- Обладатель Суперкубка ОАЭ (1): 2009
- Победитель Кубка Америки (1): 2015

### Личные
- Обладатель «Серебряного мяча» Бразилии: 2007
- Лучший атакующий полузащитник чемпионата Бразилии: 2007
- Лучший иностранный игрок чемпионата ОАЭ: 2008
- Лучший игрок чемпионата ОАЭ: 2009